# Sainte-Marie-d'Alvey
Sainte-Marie-d'Alvey é uma comuna francesa na região administrativa de Auvérnia-Ródano-Alpes, no departamento de Saboia. Estende-se por uma área de 2,61 km². Em 2010 a comuna tinha 118 habitantes (densidade: 45,2 hab./km²).